# New York City Transit buses
New York City Transit buses, escrito en los autobuses como MTA New York City Bus (aunque algunas unidades incorrectamente tienen escrito MTA Bus), es un servicio de autobuses que opera en los cinco Borough de la Ciudad de Nueva York, y tiene más de 4500 autobuses en 200 rutas locales y 40 expresas dentro de los cinco boroughs de la Ciudad de Nueva York en los Estados Unidos. El sistema fue hecho para ayudar a complementar a las lIneas del Ferrocarril de la MTA - el Metro de Nueva York, Ferrocarril Staten Island, Ferrocarril de Long Island y el Ferrocarril Metro-North.